# Tanowo (gmina)
Tanowo – dawna gmina wiejska istniejąca w latach 1945–1954 i 1973–1976 w woj. szczecińskim (dzisiejsze woj. zachodniopomorskie). Siedzibą władz gminy było Tanowo.
Gmina Tanowo powstała po II wojnie światowej na terenie tzw. Ziem Odzyskanych (tzw. III okręg administracyjny – Pomorze Zachodnie). 28 czerwca 1946 gmina – jako jednostka administracyjna powiatu szczecińskiego – weszła w skład nowo utworzonego woj. szczecińskiego.
Według stanu z 1 lipca 1952 gmina składała się z 4 gromad: Pilchowo, Przęsocin, Siedlice i Tanowo. Gmina została zniesiona 29 września 1954 wraz z reformą wprowadzającą gromady w miejsce gmin.
Jednostkę reaktywowano 1 stycznia 1973 w tymże powiecie i województwie. 1 czerwca 1975 gmina weszła w skład nowo utworzonego (mniejszego) woj. szczecińskiego. 2 lipca 1976 gmina została zniesiona a z jej terenów (oraz ze znoszonej gminy Trzebież) utworzono nową gminę Police.